# Podpleče
Podpleče so naselje v Občini Cerkno.